# Once Fallen
Once Fallen es una película de 2010 de crimen protagonizada por Brian Presley, Taraji P. Henson, y Ed Harris. La filmación tuvo lugar en Los Ángeles, California.

## Sinopsis
Una vez que sale de la cárcel tras pasar internado cinco años, Chance regresa a casa decidido a hacer las paces con su padre (Liam) que cumple cadena perpetua por asesinato.
La liberación de Chance es rápidamente empañada cuando tiene que ayudar a su mejor amigo con una deuda con un mafioso local.
Cuando Chance visita la casa de su exnovia (Kat) descubre que tiene un hijo llamado August. Tras su visita, Kat huye abandonando a su hijo, teniéndose que hacer cargo Chance del pequeño. 
Luego conoce a Pearl, una amiga de su exnovia. Chance y Pearl se enamoran.

## Elenco
- Brian Presley como Chance.
- Taraji P. Henson como Pearl.
- Ed Harris como Liam.
- Chad Lindberg como Beat.
- Amy Madigan como Rose.
- Peter Weller como Eddie.
- Ash Adams como Rath.